# Achrysocharoides cilla
Achrysocharoides cilla är en stekelart som först beskrevs av Walker 1839.  Achrysocharoides cilla ingår i släktet Achrysocharoides och familjen finglanssteklar. Arten är reproducerande i Sverige. Inga underarter finns listade i Catalogue of Life.